# MeloMance
MeloMance (tiếng Hàn: 멜로망스) là một bộ đôi Hàn Quốc được thành lập bởi Heaven Company vào năm 2013 và ra mắt vào năm 2015 với đĩa mở rộng Sentimental. Nhóm bao gồm 2 thành viên Kim Min-seok và Jeong Dong-hwan. Các thành viên tự sáng tác và sản xuất tất cả các sản phẩm âm nhạc của họ.

## Ý nghĩa tên gọi
Tên của nhóm, MeloMance, là sự kết hợp giữa 2 từ Melo và Romance. Vì thế, âm nhạc của họ thường nói về những câu chuyện tình cảm mặn nồng giữa nam và nữ.

## Sự nghiệp
Bộ đôi ra mắt vào ngày 10 tháng 3 năm 2015 với đĩa mở rộng đầu tay Sentimental. Trong thời gian đầu của sự nghiệp, nhóm không nhận được quá nhiều sự chú ý đến từ công chúng. Phải đến 2 năm sau, vào năm 2017, màn trình diễn "Gift" trên chương trình Yoo Hee-yeol's Sketchbook của nhóm bỗng trở nên nổi tiếng. Sau đó, "Gift" từ một bài hát vô danh đã lội ngược dòng trên các bảng xếp hạng âm nhạc giúp tên tuổi của MeloMance được công chúng biết đến nhiều hơn. Đến giữa tháng 10 nặm 2017, "Gift" vượt qua ca khúc của các ca sĩ cũng như thần tượng nổi tiếng để đứng đầu các bảng xếp hạng nhạc số. Ca khúc sau đó tiếp tục đạt hạng 1 trong suốt 20 tuần liên tiếp.
Từ đó, các bài hát tiếp theo của nhóm như "Deepen", "Tale", "You&I" cũng đã đứng đầu các bảng xếp hạng, giúp MeloMance trở thành nhóm nhạc R&B nổi tiếng của Hàn Quốc.

## Thành viên
| Thành viên | Thành viên      | Thành viên |
| Hình ảnh   | Tên             | Giới thiệu |
| ---------- | --------------- | --- |
|            | Kim Min-seok    | Vocal - Hangul: 김민석 - Ngày sinh: 26 tháng 8, 1991 - Nơi sinh: Seoul, Hàn Quốc - Học vấn: Khoa Âm nhạc Ứng dụng, Học viện Nghệ thuật Seoul |
|            | Jeong Dong-hwan | Piano - Hangul: 정동환 - Ngày sinh: 11 tháng 1, 1992 - Nơi sinh: Seoul, Hàn Quốc - Học vấn: Khoa Âm nhạc Ứng dụng, Học viện Nghệ thuật Seoul |

## Danh sách đĩa nhạc

### Đĩa mở rộng
| Album          | Thông tin                                                                                                   | Thứ hạng cao nhất | Doanh số     |
| Album          | Thông tin                                                                                                   | KOR               | Doanh số     |
| -------------- | --- | ----------------- | ------------ |
| Sentimental    | - Ngày phát hành: 10 tháng 3 năm 2015 - Hãng đĩa: Heaven Company, TSN Company - Định dạng: CD, tải về       | —                 | —            |
| Romantic       | - Ngày phát hành: 17 tháng 2 năm 2016 - Hãng đĩa: Heaven Company, TSN Company - Định dạng: CD, tải về       | —                 | —            |
| Sunshine       | - Ngày phát hành: 6 tháng 12 năm 2016 - Hãng đĩa: Mint Paper, NHN Entertainment - Định dạng: CD, tải về     | 46                | —            |
| Moonlight      | - Ngày phát hành: 10 tháng 7 năm 2017 - Hãng đĩa: Mint Paper, LOEN Entertainment - Định dạng: CD, tải về    | 48                | —            |
| The Fairy Tale | - Ngày phát hành: 3 tháng 7 năm 2018 - Hãng đĩa: Mint Paper, LOEN Entertainment - Định dạng: CD, tải về     | 24                | - KOR: 1,360 |
| Festival       | - Ngày phát hành: 6 tháng 11 năm 2019 - Hãng đĩa: Mint Paper, Label GHS - Định dạng: CD, tải về             | 65                | —            |
| Invitation     | - Ngày phát hành: 3 tháng 5 năm 2022 - Hãng đĩa: Abyss Company, Kakao Entertainment - Định dạng: CD, tải về | 59                | —            |

### Đĩa đơn
| Bài hát | Năm  | Thứ hạng cao nhất | Thứ hạng cao nhất | Doanh số         | Album                         |
| Bài hát | Năm  | KOR               | KOR               | Doanh số         | Album                         |
| Bài hát | Năm  | Circle            | Hot               | Doanh số         | Album                         |
| --- | ---- | ----------------- | ----------------- | ---------------- | ----------------------------- |
| "That Night" (그 밤) | 2015 | —                 | *                 | —                | Sentimental                   |
| "Dear You Who Love Me" (나를 사랑하는 그대에게) | 2016 | —                 | *                 | —                | Romantic                      |
| "I Like Jealousy" (질투가 좋아) | 2016 | —                 | *                 | —                | Sunshine                      |
| "Gift" (선물) | 2017 | 2                 | 2                 | - KOR: 5,000,000 | Moonlight                     |
| "Just Friends" (욕심) | 2018 | 6                 | 4                 | —                | Đĩa đơn không nằm trong album |
| "Tale" (동화) | 2018 | 4                 | 5                 | —                | The Fairy Tale                |
| "You&I" (인사) | 2019 | 4                 | —                 | —                | Đĩa đơn không nằm trong album |
| "Festival" (축제) | 2019 | 53                | —                 | —                | Đĩa đơn không nằm trong album |
| "Go Back" (고백) | 2021 | 17                | 9                 | —                | Đĩa đơn không nằm trong album |
| "Invitation" (초대) | 2022 | 69                | —                 | —                | Invitation                    |
| "A Shining Day" (찬란한 하루) | 2023 | 36                | —                 | —                | Đĩa đơn không nằm trong album |
| "—" biểu thị cho bản phát hành không ra mắt trên bảng xếp hạng hoặc không được phát hành ở khu vực đó. "*" biểu thị cho bảng xếp hạng không tồn tại vào thời điểm đó. |      |                   |                   |                  |                               |

### Cộng tác
| Bài hát | Năm  | Thứ hạng cao nhất | Thứ hạng cao nhất | Album               |
| Bài hát | Năm  | KOR               | KOR               | Album               |
| Bài hát | Năm  | Circle            | Hot               | Album               |
| --- | ---- | ----------------- | ----------------- | ------------------- |
| "Page 0" (với TaeYeon) | 2018 | 38                | 42                | SM Station X 0      |
| "Miracle" (안부) (với Wendy)                                                                                                   | 2023 | 170               | —                 | SM Station Season 4 |
| "—" biểu thị cho bản phát hành không ra mắt trên bảng xếp hạng. "*" biểu thị cho bảng xếp hạng không tồn tại vào thời điểm đó. |      |                   |                   |                     |

### Nhạc phim
| Bài hát                                                                                                | Năm  | Thứ hạng cao nhất | Thứ hạng cao nhất | Doanh số      | Chứng nhận       | Album                             |
| Bài hát                                                                                                | Năm  | KOR               | KOR               | Doanh số      | Chứng nhận       | Album                             |
| Bài hát                                                                                                | Năm  | Circle            | Hot               | Doanh số      | Chứng nhận       | Album                             |
| --- | ---- | ----------------- | ----------------- | ------------- | ---------------- | --------------------------------- |
| "Deepen" (짙어져)                                                                                      | 2017 | 22                | 43                | - HQ: 252,552 | —                | Yellow OST                        |
| "I Want to Love" (사랑하고 싶게 돼)                                                                    | 2017 | —                 | —                 | - HQ: 18,273  | —                | Because This Is My First Life OST |
| "Not Too Distant Day" (아주 멀지 않은 날에)                                                            | 2017 | 66                | —                 | - HQ: 25,884  | —                | 20th Century Boy and Girl OST     |
| "I Will Be by Your Side" (네 옆에 있을게)                                                              | 2018 | 93                | —                 | —             | —                | A Korean Odyssey OST              |
| "You"                                                                                                  | 2018 | 4                 | 5                 | —             | - KMCA: Bạch kim | Two Yoo Project – Sugar Man OST   |
| "Good Day" (좋은 날)                                                                                   | 2018 | 42                | 44                | —             | —                | Mr. Sunshine OST                  |
| "Glass" (유리)                                                                                         | 2018 | —                 | —                 | —             | —                | WHY OST                           |
| "Our Story" (우리의 이야기)                                                                            | 2021 | 97                | 61                | —             | —                | Yumi's Cells OST                  |
| "Better For Me" (그게 더 편할 것 같아)                                                                 | 2021 | 42                | 98                | —             | —                | Nth Romance OST                   |
| "Love, Maybe" (사랑인가 봐)                                                                            | 2022 | 4                 | 6                 | —             | —                | Business Proposal OST             |
| "Happy Song"                                                                                           | 2022 | 91                | —                 | —             | —                | Our Blues OST                     |
| "Link" (링크)                                                                                          | 2022 | —                 | —                 | —             | —                | Link: Eat, Love, Kill OST         |
| "Love You Again" (다시 사랑할 수 있게)                                                                 | 2023 | —                 | —                 | —             | —                | The Good Bad Mother OST           |
| "—" biểu thị cho bản phát hành không ra mắt trên bảng xếp hạng hoặc không được phát hành ở khu vực đó. |      |                   |                   |               |                  |                                   |

### Video âm nhạc
| Bài hát                | Năm  | Đạo diễn                        | Chú thích |
| ---------------------- | ---- | ------------------------------- | --------- |
| "I Like Jealousy"      | 2016 | Kim Kyonghwan (M Pictures)      | [ 5 ]     |
| "Gift"                 | 2017 | Kim Kyonghwan (M Pictures)      | [ 6 ]     |
| "Just Friends"         | 2018 | Jeong Jooyoung (Bowie Studios)  | [ 7 ]     |
| "Tale"                 | 2018 | H3 Production                   | [ 8 ]     |
| "Page 0" (với TaeYeon) | 2018 | Koh Inkon (Better Taste Studio) | [ 9 ]     |

## Phim

### Phim truyền hình
| Năm  | Phim                | Vai diễn   | Ghi chú       | Chú thích |
| ---- | ------------------- | ---------- | ------------- | --------- |
| 2022 | Hẹn hò chốn công sở | Chính mình | Cameo (Tập 3) | [ 10 ]    |

## Giải thưởng và đề cử
| Giải thưởng                   | Năm  | Hạng mục                        | Đề cử                  | Kết quả   |
| ----------------------------- | ---- | ------------------------------- | ---------------------- | --------- |
| APAN Star Awards              | 2022 | Best Original Soundtrack        | "Love, Maybe"          | Đề cử     |
| Gaon Chart Music Awards       | 2018 | Indie Discovery of the Year     | MeloMance              | Đoạt giải |
| Golden Disc Awards            | 2018 | Digital Bonsang                 | MeloMance              | Đề cử     |
| Golden Disc Awards            | 2018 | Global Popularity Award         | MeloMance              | Đề cử     |
| Golden Disc Awards            | 2019 | Digital Daesang                 | "Tale"                 | Đề cử     |
| Golden Disc Awards            | 2019 | Popularity Award                | MeloMance              | Đề cử     |
| MBC Plus X Genie Music Awards | 2018 | Song of the Year                | "Deepen"               | Đề cử     |
| MBC Plus X Genie Music Awards | 2018 | Song of the Year                | "Tale"                 | Đề cử     |
| MBC Plus X Genie Music Awards | 2018 | Best Selling Artist of the Year | MeloMance              | Đề cử     |
| MBC Plus X Genie Music Awards | 2018 | Vocal Track (Male)              | "Tale"                 | Đề cử     |
| MBC Plus X Genie Music Awards | 2018 | OST Award                       | "Deepen"               | Đề cử     |
| MBC Plus X Genie Music Awards | 2018 | Genie Music Popularity Award    | MeloMance              | Đề cử     |
| MelOn Music Awards            | 2017 | Best Indie Award                | "Gift"                 | Đoạt giải |
| MelOn Music Awards            | 2018 | Hot Trend Award                 | "Page 0" (với TaeYeon) | Đề cử     |
| MelOn Music Awards            | 2018 | Best Indie Award                | "Tale"                 | Đoạt giải |
| MelOn Music Awards            | 2019 | Best Indie Award                | "You&I"                | Đoạt giải |
| MelOn Music Awards            | 2022 | Best OST                        | "Love, Maybe"          | Đoạt giải |
| Mnet Asian Music Awards       | 2018 | Best Vocal Performance – Group  | "Tale"                 | Đề cử     |
| Mnet Asian Music Awards       | 2022 | Best OST                        | "Love, Maybe"          | Đoạt giải |
| Seoul Music Awards            | 2018 | Bonsang Award                   | MeloMance              | Đề cử     |
| Seoul Music Awards            | 2018 | Popularity Award                | MeloMance              | Đề cử     |
| Seoul Music Awards            | 2018 | Hallyu Special Award            | MeloMance              | Đề cử     |
| Seoul Music Awards            | 2023 | OST Award                       | MeloMance              | Đoạt giải |

### SNS của MeloMance
- MeloMance trên Facebook
- MeloMance trên Instagram
- MeloMance trên YouTube
- MeloMance trên Spotify
- MeloMance trên Daum Cafe

### SNS của các thành viên MeloMance
- Kim Min-seok (MeloMance) trên Instagram
- Kim Min-seok (MeloMance) trên YouTube
- Jeong Dong-hwan (MeloMance) trên Instagram
- Jeong Dong-hwan (MeloMance) trên YouTube
- Jeong Dong-hwan (MeloMance) trên Twitter